# Jordan Pierre-Gilles
Jordan Pierre-Gilles (* 24. Mai 1998 in Sherbrooke) ist ein kanadischer Shorttracker.

## Werdegang
Pierre-Gilles begann im Alter von sieben Jahren mit dem Shorttrack und trat international erstmals zu Beginn der Saison 2019/20 beim Weltcup in Nagoya in Erscheinung, wo er den achten Platz über 1000 m und den siebten Rang über 500 m belegte. Im weiteren Saisonverlauf kam er mehrmals in die Top zehn und holte zum Saisonende in Dordrecht mit der Staffel seinen ersten Weltcupsieg. Im folgenden Jahr wurde er bei den Weltmeisterschaften in Rotterdam Fünfter mit der Staffel. In der Saison 2021/22 siegte er in Nagoya und in Debrecen jeweils mit der Staffel und kam im Weltcup über 500 m auf den 11. Gesamtrang. Beim Saisonhöhepunkt, den Olympischen Winterspielen 2022 in Peking, gewann er schließlich die Goldmedaille mit der Staffel. Zudem errang er dort den 18. Platz über 500 m und den 16. Platz über 1000 m.

## Persönliche Bestzeiten
| Distanz | Zeit         | Datum            | Ort      |
| ------- | ------------ | ---------------- | -------- |
| 500 m   | 40,183 s     | 4. November 2023 | Laval    |
| 1000 m  | 1:24,339 min | 29. Oktober 2022 | Montreal |
| 1500 m  | 2:17,120 min | 8. März 2019     | Calgary  |

## Erfolge

### Olympische Spiele
- 2022 Peking: 1. Platz Staffel, 6. Platz Mixed-Staffel, 16. Platz 1000 m, 18. Platz 500 m

### Weltmeisterschaften
- 2021 Rotterdam: 5. Platz Staffel
- 2022 Montreal: 3. Platz Staffel, 9. Platz 500 m, 11. Platz 1500 m, 12. Platz 1000 m, 16. Platz Mehrkampf
- 2023 Seoul: 4. Platz Staffel, 8. Platz Mixed-Staffel, 26. Platz 1500 m
- 2024 Rotterdam: 3. Platz 500 m, 5. Platz Mixed-Staffel, 12. Platz Staffel
- 2025 Peking: 1. Platz Staffel, 20. Platz 500 m

### Vier-Kontinente-Meisterschaften
- 2024 Laval: 1. Platz Mixed-Staffel, 2. Platz 500 m, 3. Platz Staffel

### Platzierungen im Weltcup

#### Weltcupsiege

##### Weltcupsiege im Einzel
| Nr. | Datum             | Ort      | Disziplin |
| --- | ----------------- | -------- | --------- |
| 1.  | 28. Oktober 2023  | Montreal | 500 m     |
| 2.  | 9. Dezember 2023  | Peking   | 500 m     |
| 3.  | 10. Dezember 2023 | Peking   | 500 m     |

##### Weltcupsiege im Team
| Nr. | Datum             | Ort              |
| --- | ----------------- | ---------------- |
| 1.  | 16. Februar 2020  | Dordrecht 1      |
| 2.  | 31. Oktober 2021  | Nagoya 1         |
| 3.  | 21. November 2021 | Debrecen 1       |
| 4.  | 6. November 2022  | Salt Lake City 2 |
| 5.  | 11. Dezember 2022 | Almaty 3         |
| 6.  | 18. Dezember 2022 | Almaty 4         |
| 7.  | 22. Oktober 2023  | Montreal 5       |
| 8.  | 10. Dezember 2023 | Peking 5         |
| 9.  | 18. Februar 2024  | Danzig 6         |
| 10. | 27. Oktober 2024  | Montreal 7       |
| 11. | 3. November 2024  | Montreal 7       |

#### Weltcup-Gesamtplatzierungen
| Saison  | Gesamt | Gesamt | 500 m  | 500 m | 1000 m | 1000 m | 1500 m | 1500 m |
| Saison  | Punkte | Platz  | Punkte | Platz | Punkte | Platz  | Punkte | Platz  |
| ------- | ------ | ------ | ------ | ----- | ------ | ------ | ------ | ------ |
| 2019/20 | –      | –      | 9.363  | 17.   | 7.332  | 21.    | –      | –      |
| 2021/22 | –      | –      | 4.976  | 11.   | 5.170  | 14.    | –      | –      |
| 2022/23 | 268    | 22.    | 138    | 17.   | 130    | 9.     | –      | –      |
| 2023/24 | 558    | 7.     | 486    | 1.    | 60     | 30.    | 12     | 54.    |
| 2024/25 | 434    | 10.    | 268    | 3.    | 156    | 10.    | –      | –      |